# Afrotyphlops
Afrotyphlops is een geslacht van slangen uit de familie wormslangen (Typhlopidae).

## Naam en indeling
De wetenschappelijke naam van de groep werd voor het eerst voorgesteld door Donald George Broadley en Van Stanley Bartholomew Wallach in 2009. De slangen werden eerder aan andere geslachten toegekend, zoals Onychocephalus, Typhlops, Rhinotyphlops en Megatyphlops. Er zijn 28 soorten, inclusief de pas in 2019 beschreven soorten Afrotyphlops rouxestevae en Afrotyphlops chirioi.
De geslachtsnaam Afrotyphlops betekent vrij vertaald 'blindogen uit Afrika'

## Verspreiding en habitat
De slangen komen voor in delen van Afrika en leven in de landen Principe, Angola, Benin, Botswana, Burkina Faso, Centraal-Afrikaanse Republiek, Congo-Brazzaville, Congo-Kinshasa, Ethiopië, Gabon, Gambia, Ghana, Guinee-Bissau, Guinee, Ivoorkust, Kameroen, Kenia, Liberia, Malawi, Mali, Mauritanië,Mozambique, Namibië, Niger, Nigeria, Oeganda, Senegal, Sierra Leone Soedan, Somalië, Swaziland, Tanzania, Togo, Tsjaad, Zambia, Zimbabwe en Zuid-Afrika.
De habitat bestaat uit droge savannen, vochtige tropische en subtropische bossen, zowel in laaglanden als in bergstreken, droge en vochtige tropische en subtropische scrublands en graslanden en droge tropische en subtropische bossen. Ook in door de mens aangepaste streken zoals akkers kunnen de dieren worden aangetroffen.

## Beschermingsstatus
Door de internationale natuurbeschermingsorganisatie IUCN is aan 25 soorten een beschermingsstatus toegewezen. Vijftien soorten worden beschouwd als 'veilig' (Least Concern of LC) en negen soorten als 'onzeker' (Data Deficient of DD). De soort Afrotyphlops gierrai wordt gezien als 'bedreigd' (Endangered of EN).

## Soorten
Het geslacht omvat de volgende soorten, met de auteur en het verspreidingsgebied.
| Naam                       | Auteur                   | Verspreidingsgebied |
| -------------------------- | ------------------------ | --- |
| Afrotyphlops angolensis    | Bocage, 1866             | Angola, Kameroen, Centraal-Afrikaanse Republiek, Gabon, Congo-Kinshasa, Congo-Brazzaville, Kenia, Tanzania, Zambia |
| Afrotyphlops anomalus      | Bocage, 1873             | Angola |
| Afrotyphlops bibronii      | Smith, 1846              | Zuid-Afrika, Swaziland, Botswana, Zimbabwe |
| Afrotyphlops blanfordii    | Boulenger, 1889          | Ethiopië, Eritrea |
| Afrotyphlops brevis        | Scortecci, 1929          | Soedan, Ethiopië, Oeganda, Kenia, Somalië |
| Afrotyphlops calabresii    | Gans & Laurent, 1965     | Somalië, Ethiopië, Kenia |
| Afrotyphlops chirioi       | Trape, 2019              | Centraal-Afrikaanse Republiek |
| Afrotyphlops congestus     | Duméril & Bibron, 1844   | Nigeria, Kameroen, Centraal-Afrikaanse Republiek, Gabon, Congo-Kinshasa, Congo-Brazzaville, Oeganda, Angola |
| Afrotyphlops cuneirostris  | Peters, 1879             | Somalië |
| Afrotyphlops elegans       | Peters, 1868             | Principe |
| Afrotyphlops fornasinii    | Bianconi, 1847           | Mozambique, Zuid-Afrika, Zimbabwe |
| Afrotyphlops gierrai       | Mocquard, 1897           | Tanzania |
| Afrotyphlops kaimosae      | Loveridge, 1935          | Kenia |
| Afrotyphlops liberiensis   | Hallowell, 1848          | Guinee, Sierra Leone, Ivoorkust, Ghana |
| Afrotyphlops lineolatus    | Jan, 1864                | Senegal, Gambia, Guinee, Sierra Leone, Liberia, Ivoorkust, Ghana, Togo, Niger, Mali, Nigeria, Kameroen, Tsjaad, Centraal-Afrikaanse Republiek, Congo-Brazzaville, Congo-Kinshasa, Angola, Soedan, Ethiopië, Oeganda, Kenia, Tanzania                   |
| Afrotyphlops mucruso       | Peters, 1854             | Kenia, Tanzania, Zambia, Angola, Congo-Kinshasa, Botswana, Zimbabwe, Mozambique, Oeganda, Zuid-Afrika |
| Afrotyphlops nanus         | Broadley & Wallach, 2009 | Kenia |
| Afrotyphlops nigrocandidus | Broadley & Wallach, 2000 | Tanzania |
| Afrotyphlops obtusus       | Peters, 1865             | Malawi, Mozambique, Zimbabwe |
| Afrotyphlops platyrhynchus | Sternfeld, 1910          | Tanzania |
| Afrotyphlops punctatus     | Leach, 1819              | Senegal, Gambia, Guinee-Bissau, Mali, Ivoorkust, Burkina Faso, Ghana, Togo, Benin, Nigeria, Tsjaad, Centraal-Afrikaanse Republiek, Kameroen, Oeganda, Ethiopië, Congo-Kinshasa, Sierra Leone, Guinee, Soedan, Tanzania, Angola, mogelijk in Mauritanië |
| Afrotyphlops rondoensis    | Loveridge, 1942          | Tanzania |
| Afrotyphlops rouxestevae   | Trape, 2019              | Kameroen |
| Afrotyphlops schlegelii    | Bianconi, 1847           | Mozambique, Zuid-Afrika, Swaziland, Soedan, Somalië, Ethiopië, Malawi, Zambia, Angola, Congo-Kinshasa, Namibië, Botswana, Zimbabwe |
| Afrotyphlops schmidti      | Laurent, 1956            | Congo-Kinshasa, Zambia, Angola |
| Afrotyphlops steinhausi    | Werner, 1909             | Nigeria, Kameroen, Centraal-Afrikaanse Republiek, Congo-Kinshasa, Congo-Brazzaville |
| Afrotyphlops tanganicanus  | Laurent, 1964            | Tanzania |
| Afrotyphlops usambaricus   | Laurent, 1964            | Tanzania |